# Domaine provincial de Raversyde
Le domaine provincial de Raversyde est un domaine provincial de la Flandre occidentale situé à Raversyde, un hameau d’Ostende. Il a été ouvert en 1988, mais a été étendu depuis. Le domaine est proche de la mer et en partie entre les dunes. Il a une superficie d'environ 50 hectares et remplit un rôle à la fois récréatif et culturel.

## Histoire
Le domaine est construit autour de l'ancien domaine royal de Léopold II. À partir de 1902, il acquit un terrain à Raversyde et y fit construire un "chalet norvégien", qui est détruit pendant la Première Guerre mondiale. Pendant la Seconde Guerre mondiale, le domaine fit partie du mur de l'Atlantique. Après sa régence, le prince Charles décide de s’installer à Raversyde. Il vend le domaine à l’État belge en 1981 ; celui-ci l'a restauré, puis élargi et ouvert au public en 1988.

## Domaine
Dans le domaine, on trouve :
- le Musée du mur de l'Atlantique ;

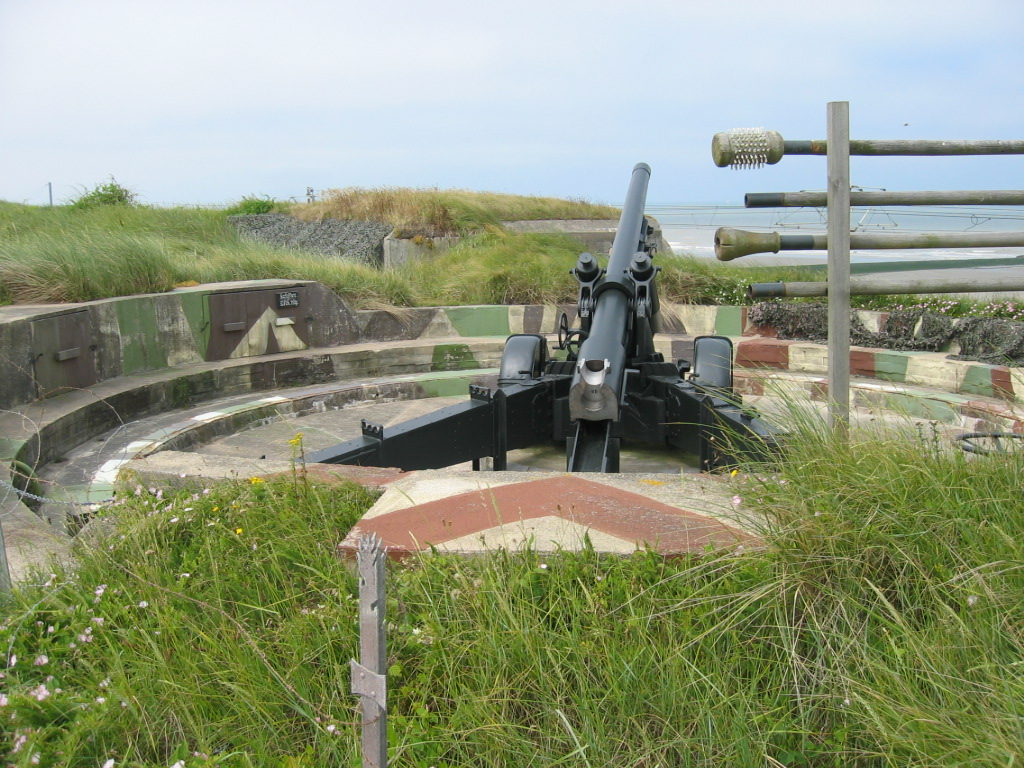
Mur de l'Atlantique avec l'artillerie.

- le mémorial dédié au prince Charles ;
- le site archéologique de Walraversyde (datant de 1465), ouvert en juillet 2000. Il est consacré à la vie de pêcheurs du XVe siècle dans le village de Walraversyde ;
- un refuge pour oiseaux et animaux sauvages.